# Levàdia
|  | Per a altres significats, vegeu «Livàdia». |

Levàdia o Livàdia (grec: Λιβαδειά, Livadiá, Λεβάδεια, Levádia o Λιβαδιά, Livadiá; en Livadya) és un municipi i una ciutat de la unitat perifèrica de Beòcia, de la qual és la capital, a la perifèria de la Grècia Central. Abans havia estat capital de l'antiga prefectura de Beòcia. És seu d'un bisbat i correspon a l'antiga ciutat de Lebadea.

## Geografia

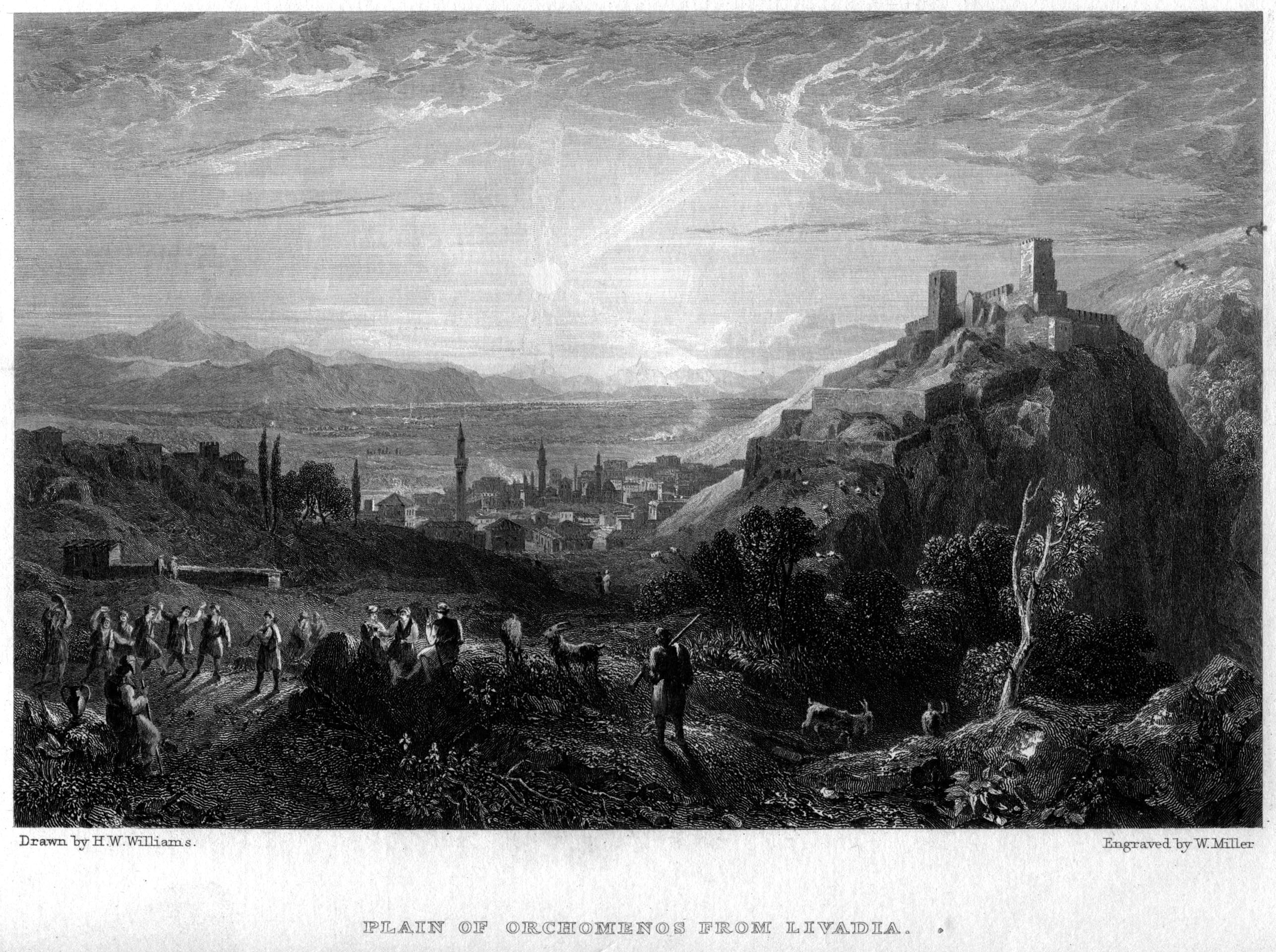
Gravat de Levàdia el 1829 amb el castell català encara en peu

Es troba a 130 km al nord-oest d'Atenes, a l'est de Naupacte, a l'est-sud-est d'Amfissa i Desfina, al sud-est de Làmia i a l'oest de Calcis. És prop de la llacuna Copaida, que es va assecar abans del 1892 i la travessa el riu Erkina. El territori a l'entorn és muntanyós i les granges estan a les zones de les valls.
El 2011 el municipi tenia una superfície de 31.315 km², de 22.779 km² la unitat municipal i de 22.193 km² la comunitat.

## Divisions administratives
El municipi es va formar l'any 2011 arran de la reforma del govern local segons el programa Cal·lícrates, que va suposar la unió de 5 antics municipis que van esdevenir unitats municipals (entre parèntesis, les comunitats):
- Queronea (Hàgios Vlàsios, Akóndio, Anthokhori, Chaironeia, Profitis Ilias, Prosili, Thouri, Vasilika)
- Dàulia (Dàulia, Mavroneri, Parori)
- Koroneia (Hàgia Anna, Hàgia Triada, Hàgios Georgios, Alalkomenes, Koroneia)
- Kyriaki
- Levàdia (Lafystio, Livadeia, Romaiiko)

La comunitat de Levàdia consisteix en els següents districtes (a part de la ciutat pròpiament): Hàgios Nikolaos Livadeias (pob.: 25), Analypsis Livadeias (pob.: 184), Elikon (pob.: 43), Perachora (pob.: 279), Stathmos (pob.: 3), Tzimeika (pop: 25) i Tsoukoulades (pob.: 149).

## Demografia
L'any 2011 el municipi tenia 694.016 habitants, 166.691 la unitat municipal i 139.614 la comunitat.
| Any  | Ciutat | Unitat municipal | Municipi |
| ---- | ------ | ---------------- | -------- |
| 1981 | 18.885 | –                | –        |
| 1991 | 19.295 | –                | –        |
| 2001 | 20.061 | 20.769           | –        |
| 2011 | 22.193 | 22.779           | 31.315   |

## Història
Per a la història antiga, vegeu Lebadea.
L'antiga Orcomen, amb el nom de Skiprou, era la capital administrativa de la regió des del segle viii, però va declinar a partir del segle ix. El 1204 els llatins van conquerir Constantinoble, i poc després els francs van construir el castell de Levàdia que va substituir a Skiprou com a centre administratiu. Després de la batalla de Skiprou, més coneguda com a batalla del Cefís o batalla d'Orcomen, el 13 de març del 1311, els catalans van ocupar el castell de Levàdia, que van arranjar, i el van conservar fins al 1388 quan el va ocupar Neri I Acciaiuoli i la companyia navarresa. El 1391 la van ocupar els otomans manats per Ghazi Ewrenos que la van conservar un any (fins a 1392/1393) però després va retornar al ducat d'Atenes.
El 1397 Baiazet I en la seva marxa a Morea, l'hauria ocupat, però recuperat tot seguit pel franc Bertanet Mota. Quatre epidèmies de pesta van assolar la regió el 1348, 1372, 1374 i 1388, que va quedar en part despoblada. Els Acciaiouli per remeiar-ho van instal·lar a Beòcia a deu mil famílies albaneses que Carles I Tocco havia expulsat de l'Epir. Antoni I Acciaiuoli (1403-1435) vassall otomà, va tenir un regnat en general pacífic i l'activitat econòmica es va recuperar, excepte durant la pesta del 1423. Durant la croada de Varna de 1443-1444 el castell de Levàdia fou ocupat i saquejat dues vegades, primer pels otomans manats per Turkhanoğlu Omer Beg en revenja per la traïció de Neri II Acciaiuoli que va reconèixer la sobirania del dèspota de Morea Constantí Paleòleg (futur emperador Constantí XI Paleòleg) el febrer del 1444 al que va cedir Tebes, però tot seguit va haver de tornar a l'obediència als otomans i llavors Levàdia fou atacada i saquejada per Constantí. El darrer duc Francesc II Acciaiuoli (1455-1458), vassall otomà, va haver d'entregar el ducat el 1458 però va poder conservar Beòcia fins que fou assassinat el 1460; els seus fills foren portats a Constantinoble i enrolats al cos dels geníssers. Llavors la regió devia passar als otomans (cap cronista en parla) i va formar una nahiye del sandjak de Trikkala. Els turcs es van instal·lar principalment al castell català i a un grup de cases baixes a la riba d'un rierol. Turkhanoğlu Omer Beg, governador de Tessàlia, va construir a Levàdia un hammam i una mesquita amb cúpula, que foren el centre de la ciutat musulmana durant tres segles i mig. Una guarnició d'unes dotzenes de soldats es va instal·lar al castell. El 1466 la ciutat tenia 164 famílies cristianes i 24 solters més 57 famílies musulmanes i 25 solters (uns 1.200 habitants en total), i la nahiye tenia 47 pobles grecs i 30 albanesos (arnautis). Després de 1470 va passar al sandjak de Calcis, arrabassada aquell any als venecians, sent anomenat el sandjak com Eghriboz (Eubea); Levàdia fou llavors seu d'un kadilk. La guarnició el 1472 era de 22 soldats.
Durant tot el segle xvi la població no va parar de créixer. Al primer quart del segle la proporció era de 70% de cristians, 22% de musulmans i 8% de jueus. A l'inici del darrer terç del mateix segle la proporció era 62% de cristians, 35% de musulmans o 3% de jueus. L'expansió de la població musulmana va seguir en la primera meitat del segle xvii. El 1667/1668 fou visitada per Ewliya Çelebi que la descriu i diu que tenia 2020 cases (12.000 habitants). El 1745 Richard Pococke va visitar la ciutat i diu que hi vivien un nombre similar de turcs i grecs. Pouqueville esmenta dues mil cases (12000 habitants) el 1800 però el coronel Leake a la mateixa època comptabilitza unes 1.500 cases (9.000 habitants) i diu que només un deu per cent eren turcs i diu que era la ciutat més opulenta que va veure a Grècia.
Durant la guerra d'independència grega la ciutat fou saquejada o incendiada almenys tres vegades, i el 1829 fou reconstruïda. El 1889 tenia 4.990 habitants; el 1907 eren 1.089, i el 1928 van passar a 12.585 superant al moment més alt de la dominació otomana. Després es va estancar i el 1961 tenia 12.609 habitants, per després tornar a pujar: la població el 1981 era de 18.885 habitants i el 1991 de 19.295. D'època otomana només es conserva un pont i la torre del rellotge del segle xviii. El castell català fou destruït pel terratrèmol del 1894 però se'n conserven les ruïnes.